# Meteorit Tenham
El meteorit Tenham és un meteorit de tipus condrita de 160 kg que va ser trobat l'any 1879 a l'estat de Queensland, a Austràlia.

## Classificació
El meteorit és una condrita ordinària, una classe de condrita que es caracteritza per les proporcions sub-solars Mg/Si i refractària/Si, per les composicions d'isòtops d'oxigen que es troben per sobre de la línia de fraccionament terrestre i per un gran percentatge de còndrules, amb només un 10-15% en volum de matriu de gra fi. Pertany al grup L, un grup químic baix en ferro, distingit pel seu contingut relativament baix d'elements sideròfils, condròdules de grandària moderada (~0,7 mm) i composicions d'isòtops d'oxigen intermedis entre els grups H i LL. És de tipus 6, el que vol dir que és una condrita que s'ha metamorfosat en condicions suficients per homogeneïtzar totes les composicions minerals, convertint tots els piroxens amb baix contingut de calci a ortopiroxens, engrandint fases secundàries com les del feldespat a mides de ≥50 μm i esborrar molts contorns de còndrules, sense arribar a la fusió.

## Mineralogia
Al meteorit s'hi han trobat 20 espècies minerals reconegudes per l'Associació Mineralògica Internacional, així com altres elements i minerals. A més es considera la localiat tipus de tres d'aquestes espècies: l'akimotoïta, la bridgmanita i la ringwoodita, ja que és l'indret on van ser descobertes.